# Sam Houser
Sam Houser   (Londres, 24 de maig de 1971)
és un productor i desenvolupador de jocs vídeos britànic. És el cofundador i president de Rockstar Games i un dels creadors de la franquícia Grand Theft Auto, sent el del tercer joc. Ell és el responsable de portar la sèrie a l'era de l'ambientació 3D, recreant ciutats reals sota motors completament 3D i aconseguir grans guanys amb la saga durant la sisena generació de videojocs.

## Biografia
Houser es va incorporar al Bertelsmann Music Group el 1990, treballant a la sala de correus de l'empresa. El 1994, Houser va ser nomenat a la nova divisió d'entreteniment interactiu de BMG. El 1996, Houser es va convertir en cap de desenvolupament de BMG Interactive.
Sam es va convertir en productor de vídeos de BMG Interactive després que ell i el seu pare van dinar amb el productor executiu del segell musical, que va afirmar que Houser tenia bones idees. Després que BMG s'associés amb una petita empresa de CD ROM, Sam es va traslladar a la divisió de publicació interactiva de BMG per treballar estretament amb el desenvolupament de videojocs.
Acreditat com a productor executiu, Houser també és el creador de diversos dels jocs de la sèrie Grand Theft Auto amb el seu germà Dan. A Grand Theft Auto III, les seves responsabilitats eren, segons les seves paraules, ser "militant per assegurar-se que el joc tingués un aspecte, un so, una història i una sensació que funcionés". La seva descripció de la sèrie en conjunt és que els tres jocs de Grand Theft Auto de sisena generació formen una "trilogia, [amb] la nostra mirada distorsionada a la costa est al voltant de l'època del mil·lenni (Grand Theft Auto III), seguida de la nostra reinterpretació de Miami dels anys 80 (Vice City) i, finalment, la nostra mirada a la Califòrnia de principis dels 90 (San Andreas)".
Malgrat la seva condició de creadors de Grand Theft Auto, una de les franquícies de videojocs més reeixides de tots els temps, Houser i el seu germà Dan s'han allunyat dels focus mediàtics, centrant-se, en canvi, en la marca Rockstar Games, en lloc de cap persona. el mèrit de l'èxit dels jocs. El 2009, tant Sam com Dan Houser van aparèixer a la llista de les 100 persones més influents del 2009 de la revista Time. Houser també va produir Max Payne 3 i Grand Theft Auto V.
Houser va ser interpretat per Daniel Radcliffe a la pel·lícula de televisió del 2015 The Gamechangers.

## Treballs[calcitació]

### Productor executiu
- Grand Theft Auto III (2001)
- Max Payne (2001)
- Grand Theft Auto: Vice City (2002)
- Max Payne 2: La caiguda de Max Payne (2003)
- Manhunt[4] (2004)
- Grand Theft Auto: San Andreas (2004)
- Red Dead Revolver (2004)
- Els guerrers (2005)
- Grand Theft Auto: Liberty City Stories (2005)
- Grand Theft Auto: Vice City Stories (2006)
- Bully (2006)
- Manhunt 2 (2007)
- Grand Theft Auto IV (2008)
- Grand Theft Auto: Episodes From Liberty City (2009)
- Red Dead Redemption (2010)
- Grand Theft Auto V (2013)
- Red Dead Redemption 2 (2018)

### Escritor
- Grand Theft Auto: London 1969 (1999) (no acreditat)
- Grand Theft Auto 2 (1999) (no acreditat)
- Grand Theft Auto III (2001) (no acreditat)
- Grand Theft Auto: Vice City (2002) (no acreditat)
- Grand Theft Auto: San Andreas (2004) (no acreditat)
- Grand Theft Auto: Liberty City Stories (2005) (no acreditat)
- Grand Theft Auto: Vice City Stories (2006) (no acreditat)
- Grand Theft Auto IV (2008) (no acreditat)
- Grand Theft Auto V (2013) (2014) (2015)

### Actor
- Grand Theft Auto: San Andreas (2004) Gàngster (no acreditat)
- Grand Theft Auto IV (2008) Vianant (no acreditat)